# Thajsko na Hopmanově poháru
Thajsko startovalo poprvé na Hopmanově poháru v roce 2000, kdy vyhrálo kvalifikaci play-off a tím se dostalo do základní skupiny. V základní skupině vyhráli dva ze tří zápasů a tím se dostalo do finále, kde prohrálo s Jihoafrickou republikou.

## Tenisté
Tabulka uvádí seznam tenistů Thajska, kteří reprezentovali stát na Hopmanově poháru.
| Jméno                  | Celkem V-P | Dvouhra V-P | Čtyřhra V-P | Poprvé | Počet startů |
| Paradorn Srichaphan    | 6–9        | 4–4         | 2–5         | 2000   | 2            |
| Tamarine Tanasugarnová | 7–8        | 5–3         | 2–5         | 2000   | 2            |

## Výsledky
| Rok    | Fáze soutěže         | Místo konání         | Soupeř       | Výsledek | Stav   |
| ------ | -------------------- | -------------------- | ------------ | -------- | ------ |
| 2000 1 | Kvalifikace Play-Off | Burswood Dome, Perth | Japonsko     | 2–1      | Výhra  |
| 2000 1 | Round Robin          | Burswood Dome, Perth | Austrálie    | 2–1      | Výhra  |
| 2000 1 | Round Robin          | Burswood Dome, Perth | Slovensko    | 3–0      | Výhra  |
| 2000 1 | Round Robin          | Burswood Dome, Perth | Austrálie    | 1–2      | Prohra |
| 2000 1 | Final                | Burswood Dome, Perth | Jižní Afrika | 0–3      | Prohra |
| 2001   | Round Robin          | Burswood Dome, Perth | Švýcarsko    | 0–3      | Prohra |
| 2001   | Round Robin          | Burswood Dome, Perth | Jižní Afrika | 1–2      | Prohra |
| 2001   | Round Robin          | Burswood Dome, Perth | Austrálie    | 3–0      | Výhra  |

1V zápasu proti Slovensku nemohla slovenská tenistka Henrieta Nagyová hrát a proto Thajsko dostalo jeden bod za dvouhru a jeden za čtyřhru, což napomohlo k výhře 3-0.